# Абдалла Салем аль-Бадри
Абдалла Салем аль-Бадри (араб. عبد الله سالم البدري‎; род. 25 мая 1940, Гиминис, шаб. Бенгази, Ливия) — ливийский экономист, генеральный секретарь Организации стран-экспортёров нефти (ОПЕК) (занимает этот пост с 2007 года; в декабре 2012 года срок его полномочий был продлён на год начиная с 1 января 2013 года). Ранее — государственный деятель Ливии на нескольких министерских должностях.